# Nalot szarańczy w Wielkiej Syrii
Nalot szarańczy w Wielkiej Syrii (1915) – klęska żywiołowa związana z nalotem szarańczy pustynnej (Schistocerca gregaria) na terytoria wilajetów Jerozolimy, Bejrutu i Syrii Imperium Osmańskiego (określanych również jako Wielka Syria, dzisiejsze: Palestyna, Liban i Syria). Trwała od lutego do października 1915 i przyczyniła się do klęski głodu w Wielkiej Syrii w latach 1915–1918.

## Historia

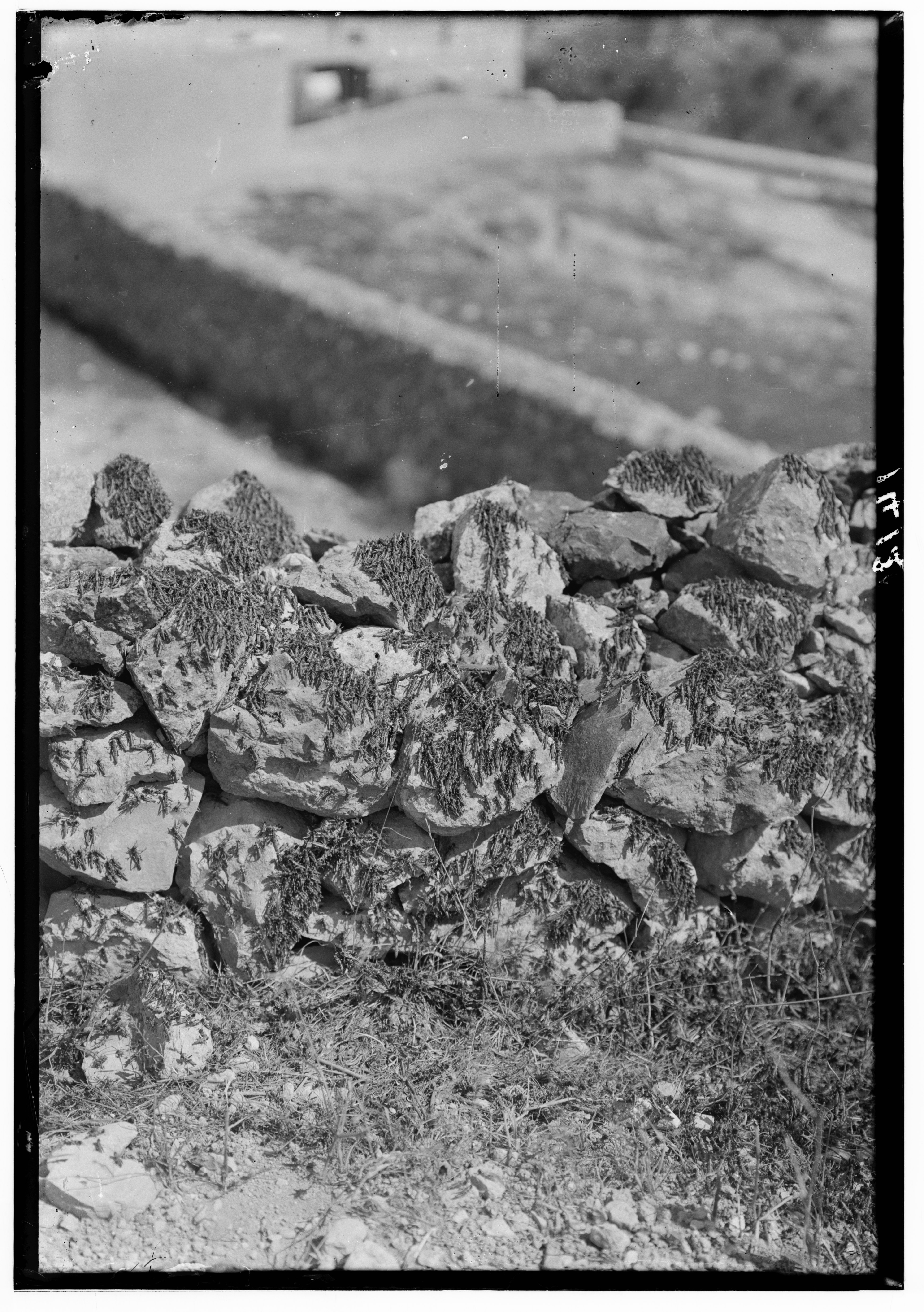
Szarańcza przekraczająca kamienny murek

Naloty szarańczy w pustynnym środowisku Lewantu nie były zjawiskiem wyjątkowym i powtarzały się okresowo. Naloty takie miały miejsce w latach 1865, 1892, 1899 i 1904. Jednak nalot z 1915 był niezwykle obfity i dotknął wyjątkowo duży obszar. Rozpoczął się w lutym 1915 na obszarze Palestyny i trwał aż do czerwca. W niektórych regionach ogniska wygasły dopiero w październiku.
Pierwsze roje dostrzeżono w lutym. Największe zarojenie stworzyły jednak owady-potomkowie pierwszej fali. Wobec nasilania się plagi, 19 kwietnia 1915 lokalne władze, w ramach walki z nalotem, zobligowały mężczyzn w wieku 16-60 lat do dostarczenia do punktów zbiórki 20 kg jaj szarańczy (od 2 do 4 oqqa). Wówczas plaga była już w wilajecie Bejrucie i Libanie, i przekroczyła rzekę Jordan. Zdarzały się przypadki oszustw, aby obejść ten przepis. Przytaczano także opisy, jakoby zebranymi tak jajami nie zajmowano się, doprowadzając do ich wylęgu. Dziesiątki tysięcy owadów miało wypełzać ze składów wszystkimi możliwymi otworami. W maju plaga sięgnęła Aleksandrii, a w lipcu dotarła do Sudanu i dzisiejszego Chartumu.
Larwy i dorosłe owady konsumowały po drodze całą roślinność – dziką i uprawną, a nawet ule wraz z samymi pszczołami. Drzewa były ogołacane w ciągu kilku minut. Owady dostawały się też do domostw. Zalegały na ulicach miast, utrudniając życie codzienne. W Bejrucie na dwa dni przerwano dostawy wody, aby oczyścić zbiorniki z zalegających insektów.

## Zwalczanie

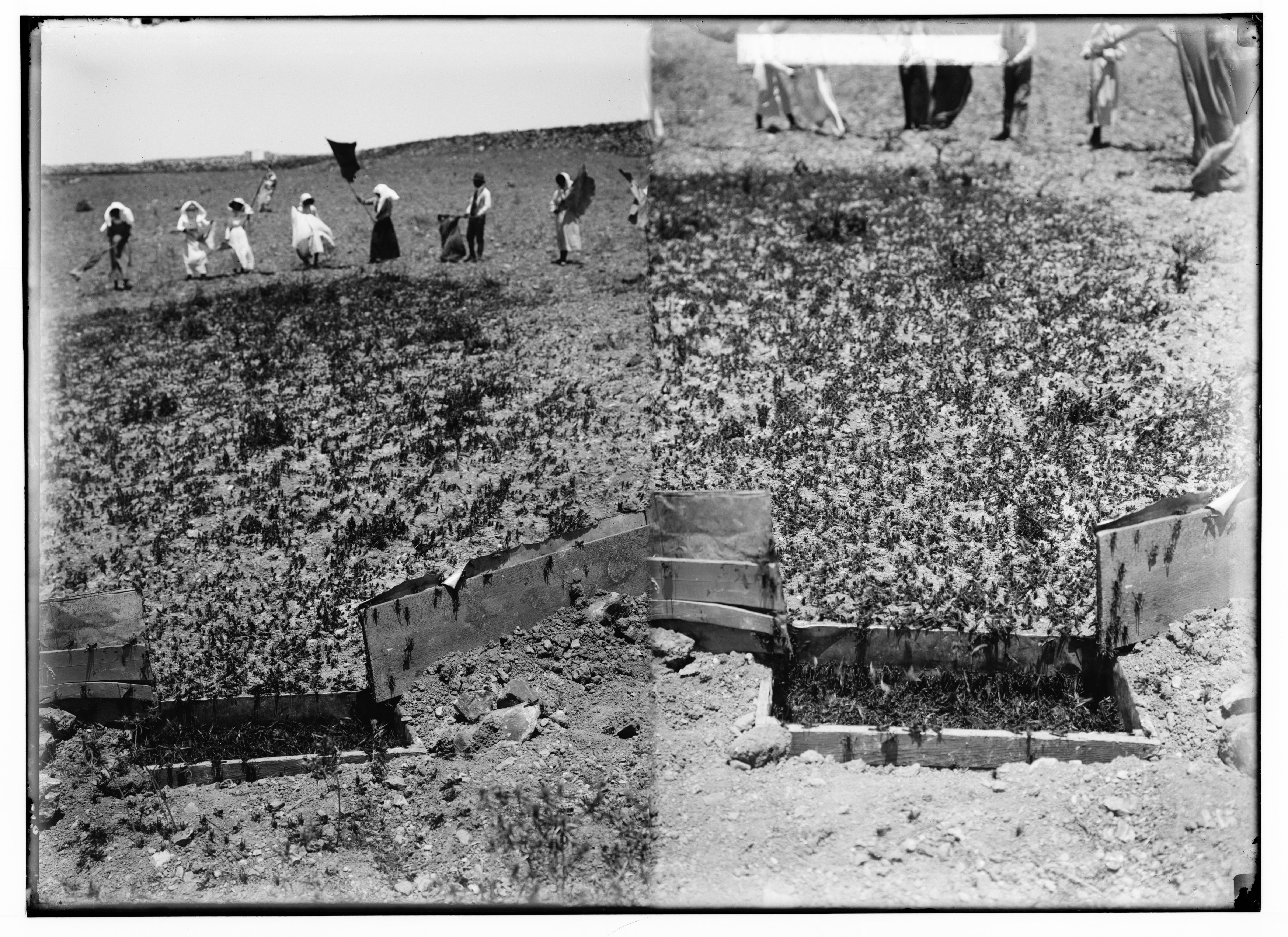
Szarańcza kierowana do pułapki za pomocą płacht i blaszanego płotu

Plaga szarańczy była w miarę możliwości zwalczana przez ludność cywilną i wojsko. Ze strony władz Imperium walkę koordynował Ahmed Dżemal, dowódca 4. Armii i wojskowy zarządca Wielkiej Syrii. W wysiłki włączyli się m.in. mieszkańcy amerykańskiej kolonii Ha-Moszawa ha-Amerika’it. Żydowski agronom, dr Aaron Aaronsohn został mianowany wysokim komisarzem Centralnej Komisji ds. Zwalczania Szarańczy, której przewodził Midhat Bey, zarządca Jerozolimy.
Jedną z metod było zaganianie insektów za pomocą płacht i płotków z blachy. Tak owady kierowane były do zbiorników umieszczonych w piachu lub na podestach (łatwiejsze do wymiany niż te zakopane) i wyściełanych blachą, której gładkość uniemożliwiała wydostanie się owadów. Zawartość wielu zbiorników łączono i spalano, m.in. przy użyciu miotaczy ognia. W ciągu godziny można było tak zebrać ok. 100 000 owadów. W skrajnych przypadkach szarańczę topiono w wodzie, a następnie suszono na słońcu. Susz używano jako pożywienie dla ludzi lub paszę dla zwierząt. W przypadku kur, taka pasza barwiła jajka na różowo.
Obserwowano również stada zwierząt, np. bocianów i innych ptaków, podążających gromadnie za owadami, jednak liczebność rojów zdecydowanie przewyższała możliwości naturalnych drapieżników.

## Relacje
Lewis Larsson, szef działu fotograficznego Kolonii Amerykańskiej, który to dział miał znaczący udział w dokumentowaniu nalotu, donosił o chmarach szarańczy w Judei w lutym 1915. Dokumentacja Larssona i jego kolegów trafiła m.in. do pisma „National Geographic” (artykuł Jerusalem's Locust Plague), a ostatecznie do Biblioteki Kongresu USA.
Świadkowie nalotu mówili, że „nie można było go porównać z niczym, co widzieli za życia” i że była to klęska „biblijnych rozmiarów” (vide biblijne plagi egipskie). Owady określano też jako „armia Allaha”. Mówiono, że „zaćmiewa Słońce”. Według pamiętników, przelot roju szarańczy nad miastami potrafił zająć dwie godziny. Panowało poczucie bezradności.
Roje bezskrzydłych larw pełzły po ziemi niczym „strumienie“ i u niektórych wywoływały objawy choroby lokomocyjnej.
Rok 1915 mieszkańcy regionu wspominali potem jako „rok szarańczy” (Am al-Jarad).

## Konsekwencje

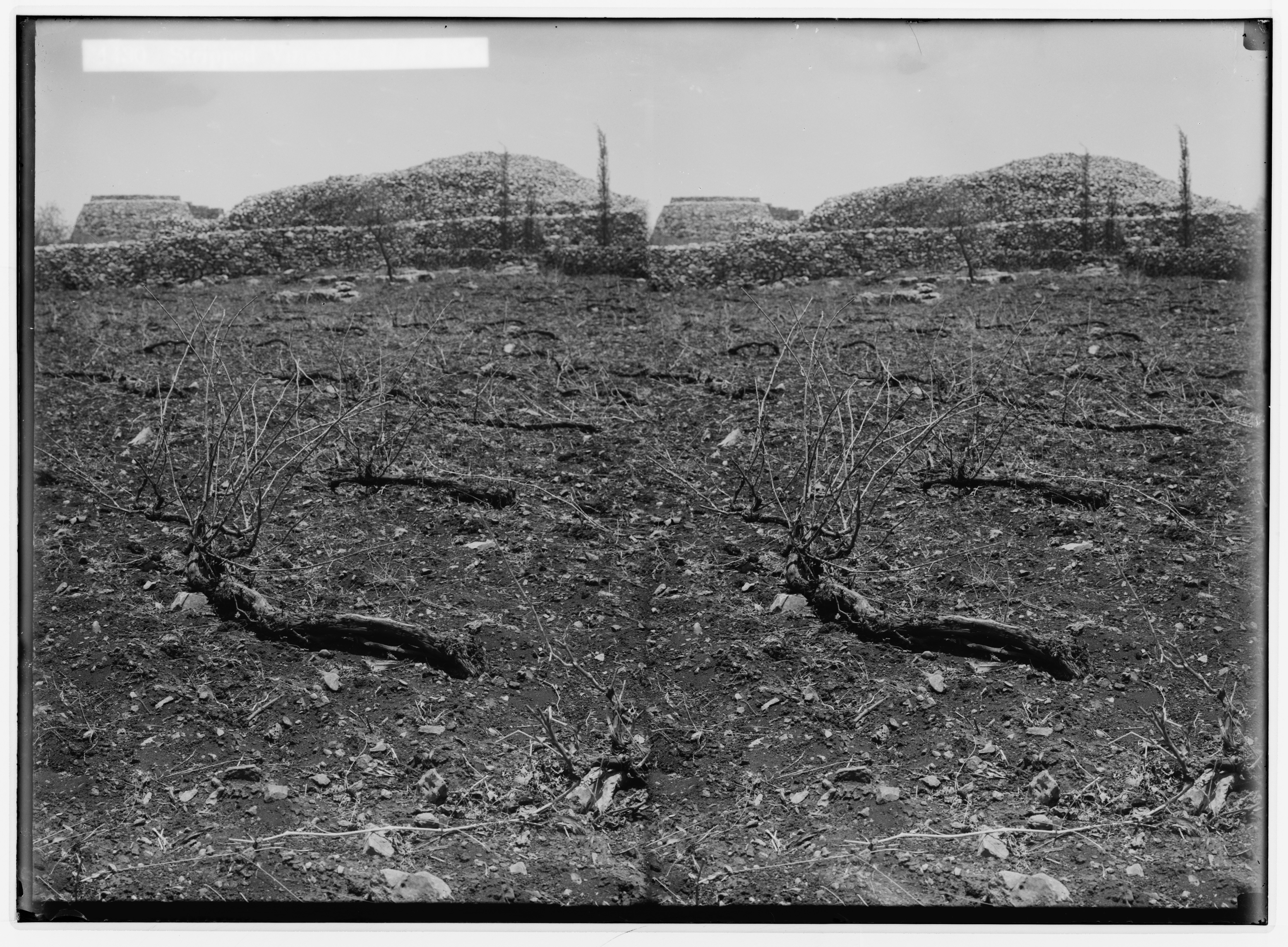
Pozostałości winnicy po przejściu szarańczy

Mimo starań, nalot odbił się poważnie na dostępności produktów żywnościowych w regionie. Co prawda zboża zostały już zebrane (straty rzędu 10%), jednak nalot trafił na okres zbiorów owoców i warzyw (morel, arbuzów, ogórków melonów, pomidorów, fig, kukurydzy, oliwek). Tylko nieliczne sady i gaje uniknęły zniszczeń – tu straty sięgały 80%. Szczególnie brakowało oliwy – jednego z podstawowych produktów regionu. Wino stało się towarem luksusowym. Ceny żywności drastycznie wzrosły, pogarszając jeszcze bardziej wojenną sytuację zaopatrzeniową. Turcja przyłączyła się do państw centralnych 29 października 1914. Wiele towarów było racjonowanych. Trwała także brytyjsko-francuska blokada morska. Cena worka mąki (najpewniej 25 kg) sięgała wówczas 15 USD, czyli ponad 360 USD według wartości z 2018. Ziemniaki kosztowały ponad 6 razy więcej niż normalnie. Cukier i benzyna były trudne do kupienia. Jak donosił „The New York Times”, już w kwietniu donoszono o licznych przypadkach śmierci głodowej. Donoszono też o przypadkach kanibalizmu. W Jerozolimie wybuchła epidemia cholery. Splot tych zdarzeń był źródłem klęski głodu na tych obszarach trwającej do 1918.